# シログワイ

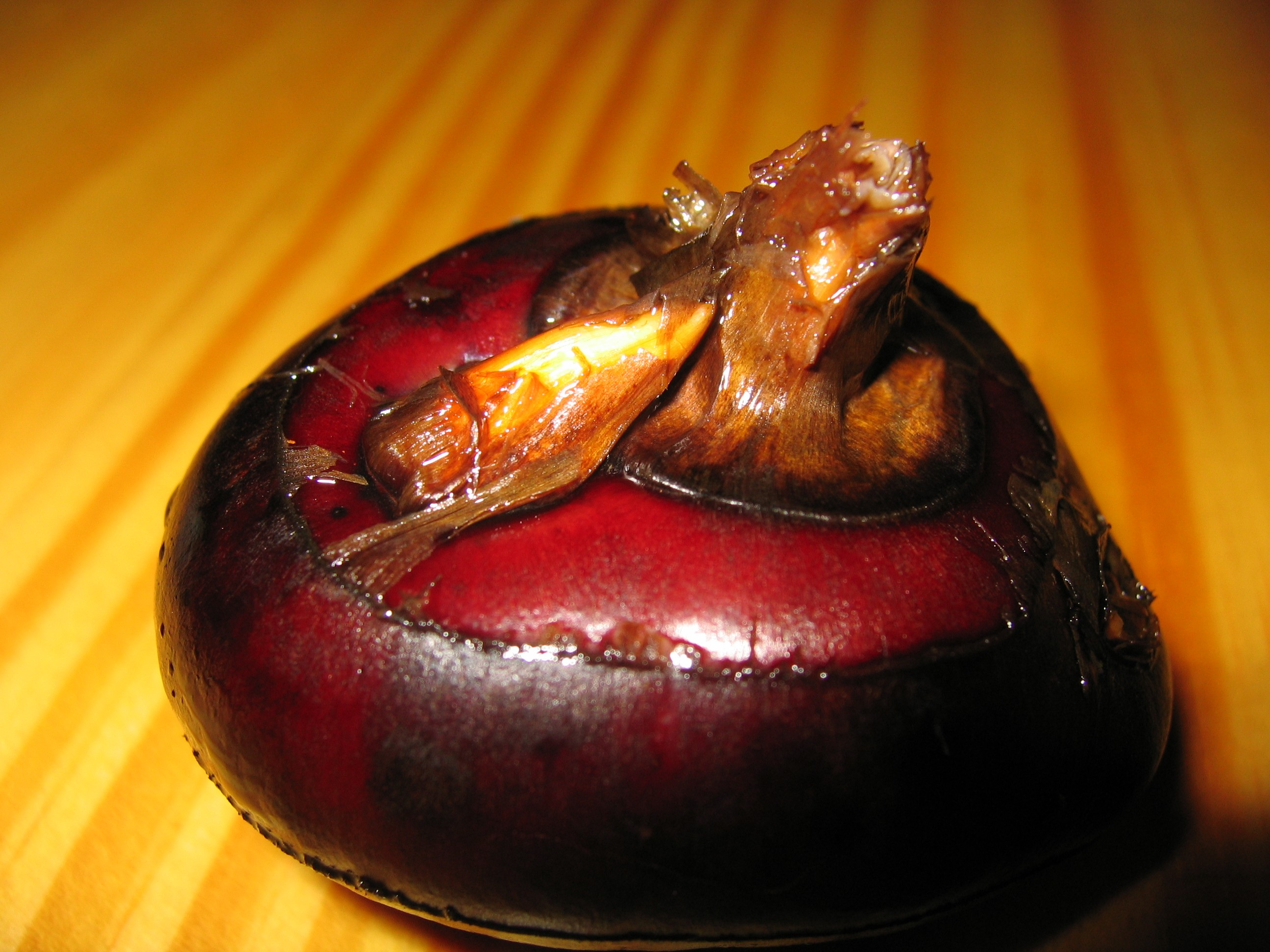
シログワイの根茎

シログワイ（白慈姑、英: water chestnut、学名: Eleocharis dulcis、別名：イヌクログワイ/犬黒慈姑）は、カヤツリグサ科の植物。根茎には、レンコンに似た食感と味がある。

## 概要
インド原産の、多年生、水性の草本。アジアの熱帯から亜熱帯、オーストラリア、アフリカに自然分布する。日本に広く分布するクログワイに似るが、より大型で、高さ1mを越える。また、穂が白っぽくなる。日本の正月などに食べるオモダカ科のクワイとは別科の植物で、根茎の食感も大きく異なる。
オオクログワイは中国の揚子江沿岸地域で成立したシログワイの改良変種である。中国では古くから栽培され、シログワイまたはオオクログワイとされるものが紀元前3世紀の『爾雅』に記されている。中国では一般に「馬蹄」とよび、華南で栽培し、食材として中国各地の各種料理に用いたり、菓子の材料、デンプン原料、薬用に利用している。
日本にオオクログワイが渡来した時期は不明であるが、『本草綱目』（1578年）には栽培法などが詳しく記されていて、古くから栽培し、薬用にしたほか凶作時の救荒作物としていたことが窺える。明治以降の園芸書ではオオクログワイについてはほとんど記しているものはないが、埼玉県浦和付近と新潟県に入り、現在は阿賀野川沿いの沖積地帯で栽培されている。本州南岸の一部から九州、琉球列島に産するが、栽培からの逸出であるとも言われる。栽培種であるオオクログワイは芋が大きくて直径2-3cmに達する。寒冷には弱い。

## 名称
中国名は荸薺（ビーチ、ピンイン：bíqi）。中国の別名に、馬蹄、地栗、水芋、芍、鳧茈、鳧茨、烏芋、烏茨、菩薺、苾薺、葧臍、馬薯、黒山棱などがある。
栗のような形で水中にできるため、英語では、ウォーターチェスナッツ（英: water chestnuts）と呼ばれる。

## 利用

### 食材
中華料理で俗に黒慈姑（くろぐわい）と言われるものは、和名をオオクログワイ（別名: シナクログワイ、学名: E. dulcis var. tuberosa）といい、シログワイの栽培品種である。台湾、中国南部からタイなどのインドシナ方面で、根茎(芋)を目的に水田で栽培される。中国の主産地は、江蘇省、安徽省、浙江省、広東省など、長江、珠江のような大河の下流域の低湿地。春から初夏にかけて根茎で栽培をし、冬に収穫する。
オオクログワイは野菜、あるいはデンプン源として利用される。根茎は特有の食感があり、さっと加熱したレンコンのようにシャキシャキした歯触りと、生でも少し甘味がある。ナシにした食味のものもあり、果物のように生食もされる。根茎の水分は70％程度、デンプンは20％程度、タンパク質を2％強含む。食物繊維も多いため、整腸作用がある。オオクログワイからとったデンプンは馬蹄粉とよんで、菓子の材料や消化剤、あるいは解熱剤にもする。
中華料理では、根茎の皮をむいて薄く切って、煮物や炒め物にするほか、つぶして、米の粉などと合わせて、揚げ団子を作ったり、細かく刻んで、シロップ煮にしたり、「馬蹄爽」などと呼ばれる清涼飲料水の材料にもする。デンプンは、砂糖を加えて、湯で練って蒸し、広東料理で「馬蹄糕」と呼ばれる餅状の点心などに加工される。「馬蹄糕」はそのまま食べるほか、鉄板焼きにされることも多い。
日本には水煮の缶詰の形で輸入されており、中華料理店の業務用などに使われているが、日本でも古くから食用としていた形跡があり、青森県亀岡の縄文遺跡から出土している。

### 生薬
漢方薬としては根茎が利用される。汁に解熱、利尿、去痰作用があるとされる。性は甘、寒。特有成分としてプチイン(Puchiin)を含み、抗菌作用があるが、熱には弱い。